# SS Sextantis
SS Sextantis (25 Sextantis / HD 90044 / HR 4082) es una estrella en la constelación de Sextans de magnitud aparente +5,93. Se encuentra a 353 años luz de distancia de la Tierra.
SS Sextantis es una estrella blanco-azulada de la secuencia principal de tipo espectral B9pSiCr:Sr. Es una variable Alfa2 Canum Venaticorum, la p indicando un espectro peculiar. Estas variables se caracterizan por tener campos magnéticos intensos y espectros con líneas especialmente fuertes de ciertos elementos químicos, cuya intensidad varía con la rotación de la estrella. En SS Sextantis destacan las líneas debidas a silicio y cromo, que varían con su período de rotación de 4,37 días. El prototipo de estas variables es la estrella Cor Caroli (α2 Canum Venaticorum).
La temperatura efectiva de SS Sextantis es de 10.050 K. Tiene una luminosidad 51 veces mayor que la del Sol, siendo su radio 2,8 veces más grande que el radio solar. 2,5 veces más masiva que el Sol, su edad se estima en 310 millones de años. 